# 303BOOKS
303BOOKS株式会社（サンマルサンブックス、英: 303BOOKS Inc.）は、千葉県千葉市美浜区に本社を置く、絵本やスポーツ関連書籍等を発行・発売する日本の出版社。

## 事業
小泉今日子「ホントのコイズミさん」シリーズ、「昭和偏愛」シリーズ、熊川哲也アートノベルシリーズ、千葉ロッテマリーンズや千葉ジェッツなどプロスポーツチームの関連書籍、「グラニフのえほん」をはじめとした絵本など、書籍の制作・発行をしている。その他、編集プロダクションとして、学校図書館用図書の制作や、「講談社の動く図鑑MOVE」などの児童書、企業・自治体などの印刷物を制作している。他にも企業や公的団体のWEBサイト、幼稚園・保育園向けのシステム開発、映像制作などを行っている。

## 沿革
- 1989年6月28日　東京都文京区にて 出版物の制作会社、株式会社オフィス303として創業。
- 1991年　パズル雑誌『ナンクロ』（世界文化社）の創刊に関わり、以降パズル雑誌を多数制作する[7]『イクス宇宙図鑑』（国土社）から学校図書館書籍の制作を開始する。[8]。
- 1995年　東京都千代田区五番町に本社移転。
- 2000年　WEBサービスに参入。教育用ストックフォトの販売を開始。
- 2003年　東京都千代田区九段下に本社移転。
- 2007年　東京都新宿区市谷砂土原町に本社移転[9]。
- 2008年、映像制作事業を開始。
- 2009年、幼稚園・保育園向けのWEBサービスの提供を開始。
- 2010年、スマートフォン用パズルアプリ『フィンガーナンプレ』をリリース。
- 2019年、「303BOOKS」を発行元として『ダジャレーヌちゃん世界のたび』を発行[10]（発売元は日販アイ・ピー・エス）。それまでの編集プロダクション業に加え、自社による出版活動を開始[11]。同時に303BOOKSのWEBサイトを公開。 同書は声優・緒方恵美が朗読をしたアニメーション動画が映像作家の佐藤亮によって制作された[12]。
- 2020年3月、日販、トーハン、楽天ブックスネットワーク他取次各社と取引開始[13]。出版社「303BOOKS」として、自社での発行・発売を開始する。
- 2020年3月『まり～んずかん2020 千葉ロッテマリーンズ公式選手名鑑』を発売[14]。以降『まり～んずかん』は年度版として刊行を続けている。
- 2020年8月、長田真作『ほんとうの星』『そらごとの月』を刊行。井上陽水が楽曲『UNDER THE SUN』と『夢寝見』を提供したアニメーション動画を佐藤亮が制作した[15]。
- 2020年9月、『海賊 Le Corsaire』を刊行。Kバレエカンパニー熊川哲也アートノベルシリーズを開始[16]。
- 2021年4月　Spotifyオリジナルポッドキャスト「ホントのコイズミさん」開始に伴い[17]、告知サイト制作[18]、告知映像制作、SNS運営に参加。
- 2021年11月、昭和愛好家・平山雄のデビュー作『昭和遺産へ、巡礼1703景[19]』を刊行、「昭和偏愛」シリーズを開始。
- 2022年2月、千葉ジェッツの『千葉ジェッツ2021-22 公式ブースターブック][20]』を刊行、以降年版として刊行を続けている。
- 2022年3月  千葉県千葉市美浜区幕張地区に本社移転。社名を303BOOKS株式会社に変更[9][21]。
- 2022年3月、絵本作家・長田真作と、俳優・松坂桃李による初の絵本『まろやかな炎』を刊行[22]。本書を松坂桃李が朗読し長田真作がライブペインティングを行った映像を映像作家の永田佳大が制作した。
- 2022年7月、『おさんぽスシトレイン』を刊行し、「グラニフのえほん」シリーズを開始。[4]
- 2022年12月、『ホントのコイズミさん YOUTH』（小泉今日子）を刊行し、「ホントのコイズミさん」シリーズを開始[23]。
- 2023年12月、『アイヌもやもや　見えない化されている「わたしたち」と、そこにふれてはいけない気がしてしまう「わたしたち」の。]』を刊行。アイヌをはじめとした差別や人権の問題を描いた[24]。
- 2024年2月、ジャイアント馬場没25年に際して、その生涯を描いた『うえをむいてあるこう〜ジャイアント馬場、世界をわかせた最初のショーヘイ]』を刊行[25]。
- 2024年5月、「東京VintAGE Girls」初のチャリティフリーマーケットをCASUCA表参道店で開催。
- 2024年5月、公式ストアをオープン。
- 2024年7月、「東京VintAGE Girls」公式ストアをオープン。ストアの制作・運営を担当。
- 2024年9月、クリエーター伊豆見香苗の絵本デビュー作『えっびっ このこ だいっきらい]』を刊行[26]。
- 2024年10月、Bリーグ・名古屋ダイヤモンドドルフィンズのプロバスケットボールプレイヤー佐藤卓磨と、絵本作家カワダクニコによる『ぼくはキリン』を刊行。名古屋ダイヤモンドドルフィンズによって愛知県名古屋市に寄贈された[27]。

## 主な受賞
- 2012年　編集参加『新幹線のたび～はやぶさ・のぞみ・さくらで日本縦断～』 コマヤスカン・著（講談社）が第43回講談社出版文化賞絵本賞を受賞[28]。
- 2016年　編集担当『ミクロワールド大図鑑』（小峰書店）が、第18回学校図書館出版賞を受賞[29]。
- 2016年　『あそぶだけ！　公園遊具で子どもの体力がグングンのびる！』（講談社）が第10回キッズデザイン賞キッズデザイン協議会会長賞を受賞[30]。
- 2019年　編集担当『月のひみつ』（ほるぷ出版）が、第21回学校図書館出版賞を受賞[31]。
- 2020年　編集担当『データの達人 表とグラフを使いこなせ！』（ポプラ社）が、第22回学校図書館出版賞を受賞[32]。
- 2022年　コンテンツ制作「いじめや人権、話し合おう、変えていこう。Changers」で令和4年度 第38回学習デジタル教材コンクール、日本教育新聞社賞を受賞[33]。
- 2023年　編集担当『みんなに知ってほしいヤングケアラー』（ポプラ社）が、第25回学校図書館出版賞を受賞[34]。

## 主な社会貢献活動
- ちばアントレプレナーシップ教育コンソーシアム Seedlings of Chiba - 2021年からの準備委員会より参加。2022年に千葉市、千葉大学、千葉経済大学、敬愛大学、JFEスチール、ZOZO、イオン環境財団らと設立[35]。千葉市内の小・中・高校生および保護者を対象に、起業家精神を身につけられる「西千葉子ども起業塾[36]」「CHIBA-ZOOTUBEプロジェクト[37]」「千葉公園起業チャレンジ2024[38]」「ifLinkオオギリでアイデア発想[39]」などのワークショップ、「ひな社長の挑戦[40]」「新しい時代の学校用服装を提案しよう！[41]」などの出前授業、QuizKnock伊沢拓司[42]、mixiCEO木村弘毅、プランナー／アートディレクターの佐藤ねじ[43]、料理研究家の稲垣飛鳥[44]らアントレプレナーを招いたトークライブなどを行っている。
- いじめや人権、話し合おう、変えていこう。Changers - 2021年に、スタンドバイ株式会社らと設立。いじめ問題を考える教育映像コンテンツを制作し、無償配布[45]。伊豆見香苗、宮尾和孝、古本ゆうや、うえみあゆみ等多くのクリエーターが参加。マンガと動画の制作を担当している。
- 次世代教育・産官学民連携機構 - 2021年より賛助会員として参加。二本松市立東和小学校で絵本作家・大橋慶子が協力し『新装版 そらのうえ うみのそこ』を使用した「ことばの授業」[46]、柏市立中原中学校で「インタビューのコツ」「プレゼン練習会」、 クラーク記念国際高等学校・横浜キャンパスで「プレゼンテーションの授業」「ひろたあきらさんの新作絵本企画を考えよう！」[47]、千葉県立磯辺高等学校で　「高校生活のWell-Beingを高めるには？」、 ヒューマンキャンパス高等学校／ヒューマンキャンパスのぞみ高等学校「"編集者"ってどんな仕事？？」等の授業を提供、参加した。
- 千葉市夏休みおしごと感動体験 - 2022年以降参加。千葉市内の小学生の職場体験を受け入れ、編集者体験を提供している[48][49][50]。
- NPO法人 Remember HANA -  インターネット上の誹謗中傷やプライバシー侵害の根絶をめざすNPO団体。元プロレスラーの木村響子が代表理事を務める。 2021年3月30日、都内で記者会見を行い、設立を発表した[51]。各地での講演活動や[52]、チャリティイベント、学校での出前授業などを行っている。設立の記者会見やイベント、出前授業の動画撮影、講演の司会などの協力している。

## 主な出版物
- ダジャレーヌちゃん世界のたび（著：林木林、絵：こがしわかおり　2019年）ISBN 978-4-909926-00-5[10][53][54]
- まり～んずかん2020 千葉ロッテマリーンズ 公式選手名鑑（編：303BOOKS、2020年）ISBN 978-4-909926-01-2[55][56]
- 新装版 そらのうえ うみのそこ（監修：長沼毅、絵：大橋慶子　2020年）ISBN 978-4-909926-05-0[57][58]
- ほんとうの星（著：長田真作　2020年）ISBN 978-4-909926-02-9[59][60]
- そらごとの月（著：長田真作　2020年）ISBN 9784909926036[60][61]
- 海賊 Le Corsaire（芸術監修：熊川哲也、文：神戸万知、絵：粟津泰成　2020年）ISBN 978-4-909926-04-3[16][62]
- 昭和遺産へ、巡礼1703景（著：平山雄　2021年）ISBN：ISBN 978-4-909926-06-7[19][63]
- 白鳥の湖 Swan Lake（芸術監修：熊川哲也、文：藤田千賀、絵：粟津泰成　2021年）ISBN 978-4-909926-07-4[64][65]
- まり～んずかん2021 千葉ロッテマリーンズ 選手の図鑑（編：303BOOKS、2021年） ISBN 978-4-909926-08-1[66][67]
- 昭和レコード超画文報1000枚〜ジャケット愛でて濃いネタ読んで〜（著：チャッピー加藤　2021年）ISBN 978-4-909926-09-8[68][69]
- くるみ割り人形 The Nutcracker（芸術監修：熊川哲也、文：藤田千賀、絵：粟津泰成　2021年）ISBN 978-4-909926-10-4[70][71]
- Japanese City Pop 100,selected by Night Tempo（著：Night Tempo　2022年）ISBN 978-4-909926-11-1[72][73]
- 千葉ジェッツ2021-22 公式ブースターブック（編：303BOOKS、2022年）ISBN 978-4-909926-11-1[74][75]
- まろやかな炎（著：長田真作、原案：長田真作・松坂桃李　2022年）ISBN 978-4-909926-13-5[76][77]
- まり～んずかん2022 千葉ロッテマリーンズ 選手の図鑑（編：303BOOKS、2022年）ISBN 978-4-909926-14-2[25][78][79]
- おさんぽスシトレイン（作・絵：たいっちゃん、文：はせがわさとみ　2022年）ISBN 978-4-909926-15-9[80]
- Japanese City Pop 100,selected by Night Tempo英語電子書籍（著：Night Tempo　2022年）ASIN B0B7JBLFCC
- なぞなぞショッピングモールでおかいもの（作：ビオレッティ・アレッサンドロ、なぞなぞ：杉本幸生　2022年）ISBN 978-4-909926-16-6[81]
- おうちくん（著：カワダクニコ　2022年）ISBN 978-4-909926-17-3[82]
- 詩303P 内田麟太郎（著：内田麟太郎　2022年）ISBN 978-4-909926-18-0[83]
- ホントのコイズミさん YOUTH（編著：小泉今日子　2022年）ISBN 978-4-909926-19-7[84]
- [千葉ジェッツ2022-23 公式ブースターブック（編：303BOOKS、2023年）ISBN 978-4-909926-20-3[85]
- 昭和喫茶に魅せられて、819軒（著：平山雄　2023年）ISBN 978-4-909926-21-0[86]
- ビューティフルシャドーのかくれんぼ（絵：eto、文：藤田千賀　2023年）ISBN 978-4-909926-22-7[87]
- 千葉ロッテマリーンズ オフィシャルイヤーブック 2023（編：千葉ロッテマリーンズ、2023年）ISBN 978-4-909926-23-4[88]
- ぷかぷかメンダコ（絵：紺、文：藤田千賀　2023年）ISBN 978-4-909926-25-8[89]
- ホントのコイズミさん WANDERING（編著：小泉今日子　2023年）ISBN 978-4-909926-24-1[90]
- まり～んずかん2023 千葉ロッテマリーンズ 選手の図鑑（編：303BOOKS、2023年）ISBN 978-4-909926-26-5[91]
- 昭和の商店街遺跡、撮り倒した590箇所（著：山本有　2023年）ISBN 978-4-909926-27-2[92]
- ぷり（著：ひろたあきら　2023年）ISBN 978-4-909926-28-9[93]
- アイヌもやもや 見えない化されている「わたしたち」と、そこにふれてはいけない気がしてしまう「わたしたち」の。（著：北原モコットゥナㇱ、漫画：田房永子　2023年）ISBN 978-4-909926-29-6[94]
- ホントのコイズミさん NARRATIVE（編著：小泉今日子　2024年）ISBN 978-4-909926-31-9[95]
- 千葉ジェッツ2023-24 公式ブースターブック（編：303BOOKS、2024年）ISBN 978-4-909926-32-6[96]
- うえをむいてあるこう〜ジャイアント馬場、世界をわかせた最初のショーヘイ（文：くすのきしげのり、絵：坂上暁仁　2024年）ISBN 978-4-909926-30-2[97]
- ナガスギルイヌのながすぎるたび（絵：うちだけい、文：藤田千賀　2024年）ISBN 978-4-909926-33-3[98]
- 昭和ぐらしで令和を生きる（著：平山雄　2024年）ISBN 978-4-909926-34-0[99]
- 千葉ロッテマリーンズ オフィシャルイヤーブック 2024（編：千葉ロッテマリーンズ、2024年）ISBN 978-4-909926-35-7[100]
- まり～んずかん2024 千葉ロッテマリーンズ 選手の図鑑（編：303BOOKS、2024年）ISBN 978-4-909926-36-4[101]
- えっびっ このこ だいっきらい（著：伊豆見香苗　2024年）ISBN 978-4-909926-37-1[102]
- ぼくはキリン（著：佐藤卓磨、絵：カワダクニコ　2024年）ISBN 978-4-909926-38-8[103]
- MARINES DOCUMENTARY 2024 自分たちを超えてゆく。 PHOTO BOOK（編：千葉ロッテマリーンズ、2024年）ISBN 978-4-909926-39-5[104]
- 昭和ディープ街トリップ、335カット（著：明里　2025年）ISBN 978-4-909926-40-1[105]
- 千葉ジェッツ 公式ブースターブック 2024-25（編：303BOOKS、2024年）ISBN 978-4-909926-41-8[106]
- あのね あのね （文：内田麟太郎、文：山﨑おしるこ）ISBN 978-4-909926-42-5[107]
- あらがうドラマ 「わたし」とつながる物語 （著：西森路代）ISBN 978-4-909926-43-2[108][109][110][111][112][113][114]
- ドロシーマンション （著：カヒジ"GAHEEZY"　訳・加藤慧）ISBN 978-4-909926-44-9[115][116][117][118]
- 千葉ロッテマリーンズ オフィシャル ファンブック 2025 （千葉ロッテマリーンズ）ISBN 978-4-909926-45-6[119][120][121]
- おとしちゃったぞう（絵・ひろたあきら 文・みきちゃん"ぽるぽるふぁみりー"）ISBN 978-4-909926-46-3[122][123]